# ویلیام اف لمب
 ویلیام اف لمب (انگلیسی: William F. Lamb؛ ۲۱ نوامبر ۱۸۹۳ – ۸ سپتامبر ۱۹۵۲) یک معمار اهل ایالات متحده آمریکا بود.